# الحمامات (ولاية الجزائر)
الحمامات مدينة جزائرية تابعة لولاية الجزائر هي بلدية تابعة لدائرة الشراقة
عدد السكان في البلدية سنة 2006 19,102ن
الرمز البريدي 16060

## جغرافيا
|              | البحر الأبيض المتوسط |             |
| الرايس حميدو | إسم ؟                | عين البنيان |
| بوزريعة      | بني مسوس             |             |

## الشواطئ
تمتاز هذه البلدية العاصمية بساحل متوسطي طوله بعض الكيلومترات.
ويطل أو يرتبط ساحل هذه البلدية بخليج الجزائر ذي الحركية الكبيرة السياحية والتجارية.
كما تحتضن هذه البلدية العديد من الشواطئ البحرية.
- شاطئ المنارة
- شاطئ مارتين
- شاطئ التوأمين
- شاطئ فايت
- شاطئ الطيور
- شاطئ بلفيدير
- شاطئ ملياني
- شاطئ كامبينو

## مواضيع ذات صلة
- تاريخ ولاية الجزائر
- بلديات ولاية الجزائر
- دوائر ولاية الجزائر